# Coleco
Coleco — американська компанія, заснована в 1932 році як Connecticut Leather Company. Компанія стала досить успішною в 1980-ті роки, завдяки серії ляльок Cabbage Patch Kids, а також ігровим приставкам Coleco Telstar і ColecoVision.

## Історія

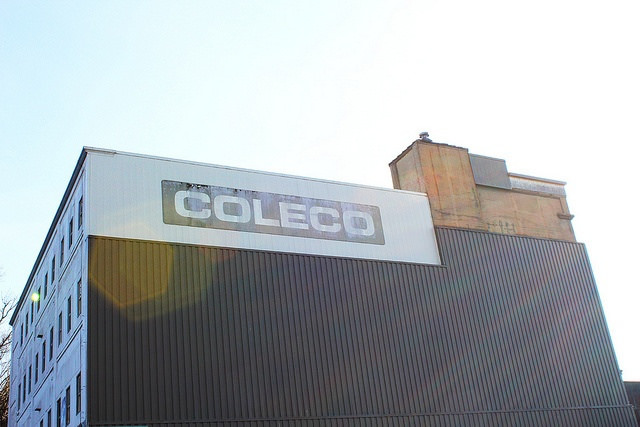
Будівля Coleco в Амстердамі (штат Нью-Йорк)

Компанія була заснована російським іммігрантом Морісом Грінбергом (Maurice Greenberg).
Спочатку компанія займалася виробленням шкіри для взуття, і це призвело до того, що в 1950-х роках компанія також почала випускати набори для художньої обробки шкіри. У 1960-х роках компанія зайнялася виробництвом виробів з пластика і шкірне виробництво було продано.
Під керівництвом Арнольда Грінберга, в 1976 році компанія вийшла на ринок відеоігор з ігровою приставкою Coleco Telstar. В той час відразу десяток компаній дебютували на цьому ринку, після успіху консолі Atari Pong. Більшість цих компаній використовували мікросхему від General Instruments, яка реалізує всю функціональність приставки в одному чипі. Але General Instruments недооцінили попит, і в результаті виникли проблеми з постачанням готових мікросхем. Coleco була однією з перших, хто розмістив замовлення, тому стала однією з небагатьох компаній, що отримали його повністю. І хоча Pong-подібні пристрої недовго були присутні на ринку, Coleco вдалося отримати непоганий прибуток.
Наступним кроком був вихід на ринок портативних ігор, де Mattel вже досягла успіху. Портативна гра Electronic Quarterback стала першим хітом. Потім Coleco випустила популярну серію ігор для двох під маркою «head to head» (американський футбол, бейсбол, баскетбол, футбол, хокей), а також серію міні-ігор у вигляді настільних аркадних автоматів, ліцензувавши ігри для них, такі як Donkey Kong і Ms. Pac-Man. Третьою лінійкою пристроїв стали навчальні системи — Electronic Learning Machine, Lil Genius, Digits і Quiz Wiz.
Coleco повернулася на ринок ігрових консолей у 1982 році з консоллю ColecoVision. Консоль стала досить популярною, і крім того, Coleco стала випускати ігрові картриджі для Atari 2600 і Intellivision. Потім компанія випустила на ринок Coleco Gemini, клон популярної Atari 2600.
Коли в 1983 році ринок ігрових приставок став різко скорочуватися, стало зрозуміло, що домашні комп'ютери заповнять цю нішу. Стратегія компанії змінилася, і на ринок був випущений комп'ютер Coleco Adam — як окремо, так і у вигляді модуля розширення для ColecoVision. Але вартість розробки цього комп'ютера виявилася занадто високою, через фінансові труднощі Adam спочатку запізнився з виходом на ринок, а потім з'явилося безліч проблем через ненадійність випущених машин. Як наслідок, на початку 1985 року Coleco пішла з ринку домашньої електроніки.
У 1983 році Coleco випустила серію ляльок «Cabbage Patch Kids», яка стала досить успішною і широко розповсюдилась. На хвилі цього успіху, в 1986 році за 75 млн доларів була придбана компанія Selchow & Righter, виробник іграшок Скрабл, Парчісі і Trivial Pursuit. У тому ж році компанія починає випуск плюшевої іграшки Альф — головного героя однойменного серіалу.
Купівля Selchow & Righter, невдалі продажі Adam і інші проблеми призвели до фінансового провалу, внаслідок якого компанія перейшла до процесу банкрутства. В процесі реорганізації Coleco розпродала свої північноамериканські активи, а також закрила виробництво в Амстердамі (штат Нью-Йорк) та інших містах. У 1989 році активи Coleco були куплені компанією Hasbro і канадською SLM Action Sports Inc.
У 2006 році компанія West River Brands використовувала бренд Coleco для випуску портативного пристрою Coleco Sonicruen, що включає дванадцять ігор від Sega Master System і Sega Game Gear.

У 2015 році була анонсована розробка пристрою Coleco Chameleon — нової ігрової консолі на картриджах. У прес-релізі стверджувалося, що система буде здатна до відтворення нових і класичних ігор, в стилі 8-, 16 — і 32-розрядних систем. Розробників консолі двічі викривали у намаганнях видати за прототип Coleco Chameleon інші пристрої. Coleco пообіцяла провести незалежну експертизу прототипу, а в березні 2016 року оголосила про закриття проекту.

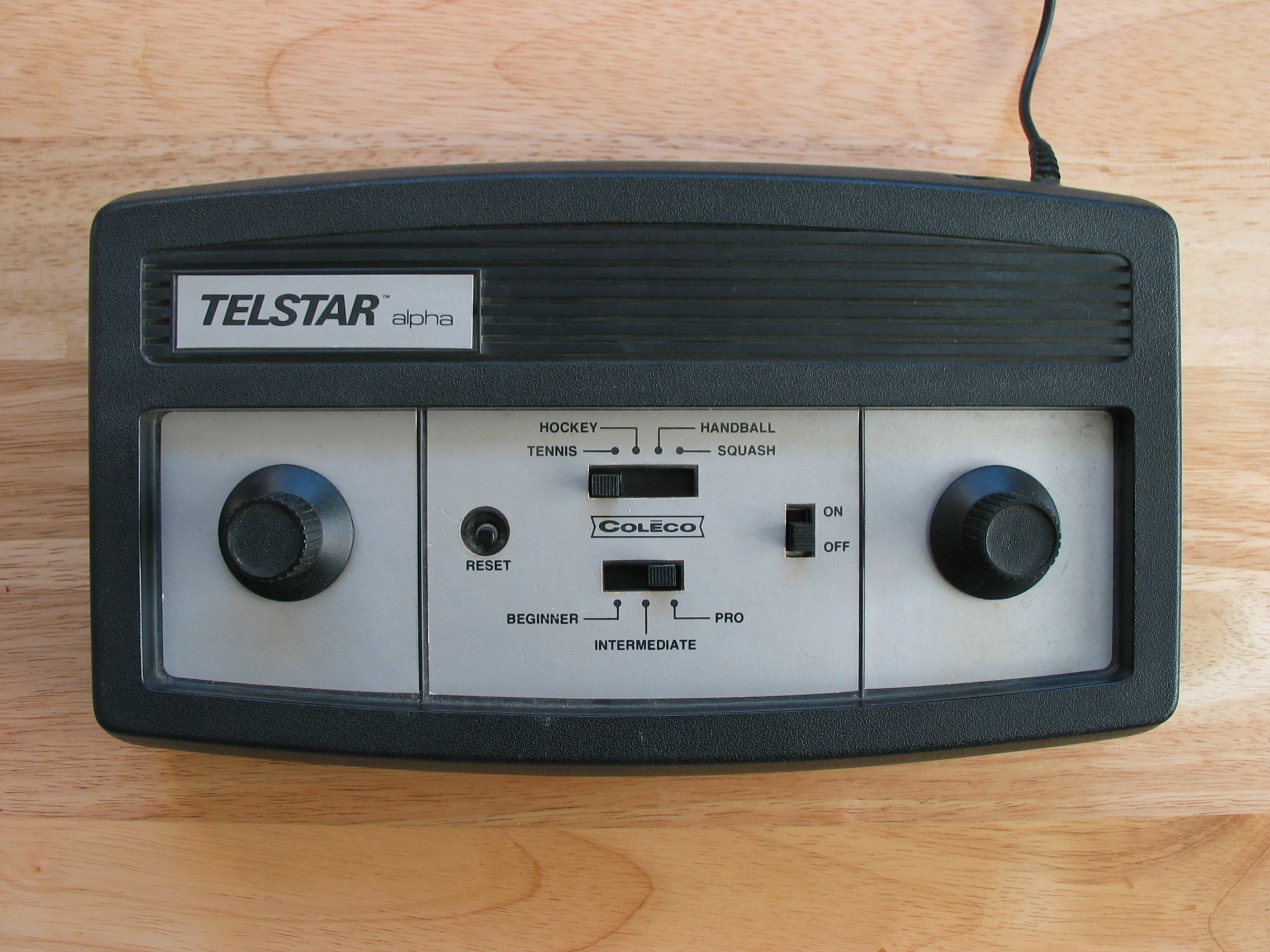
Telstar Alpha
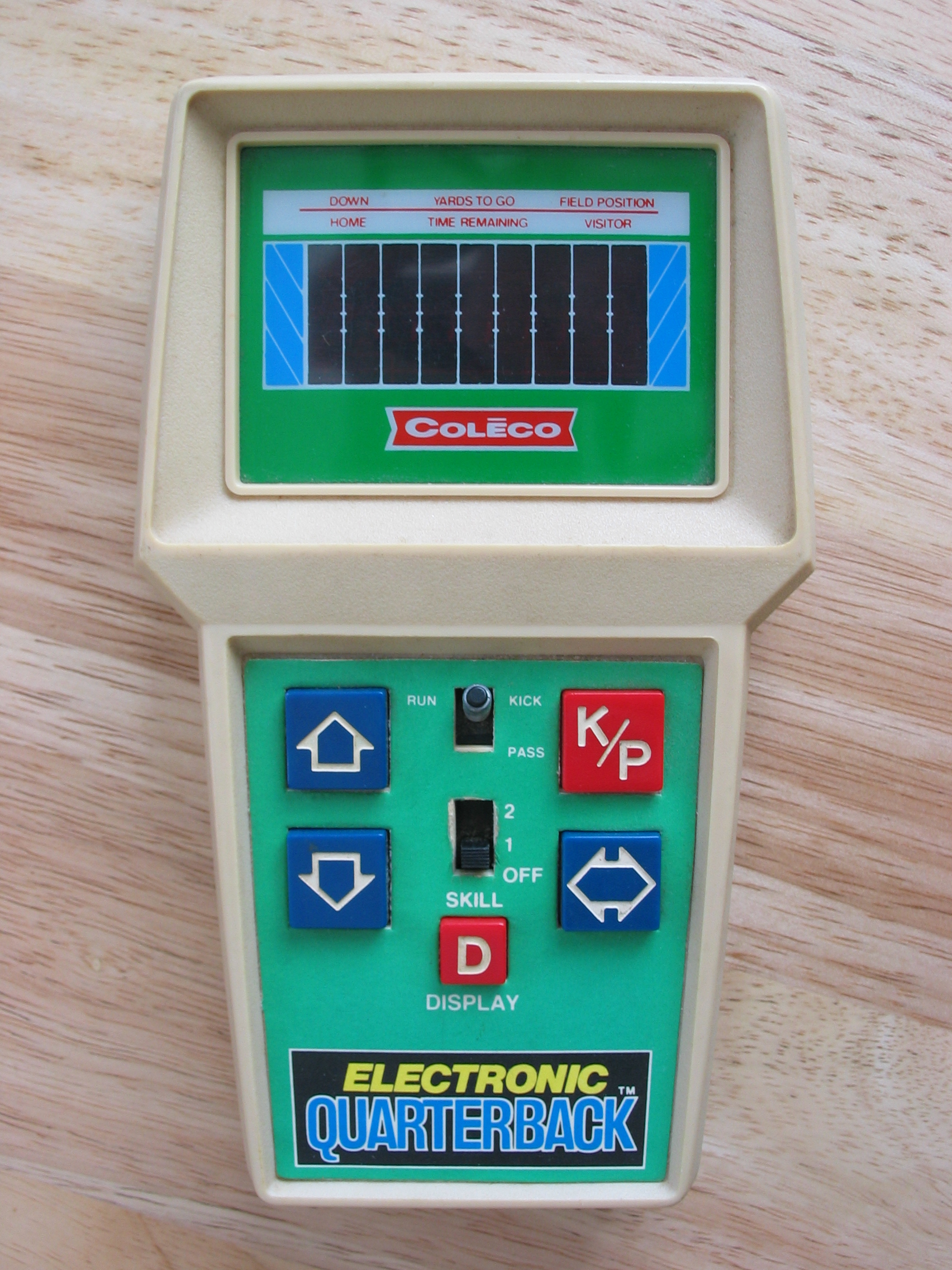
Electronic Quarterback
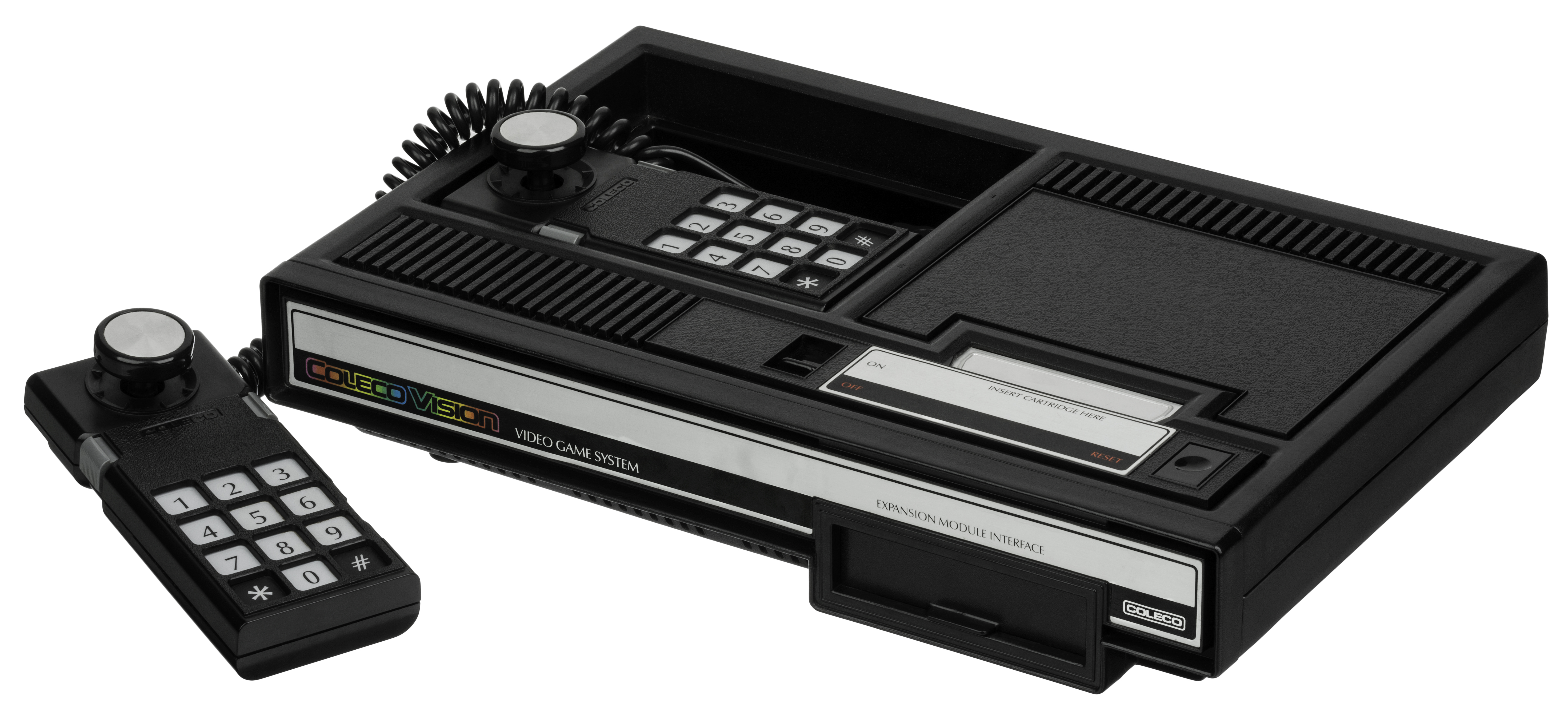
ColecoVision
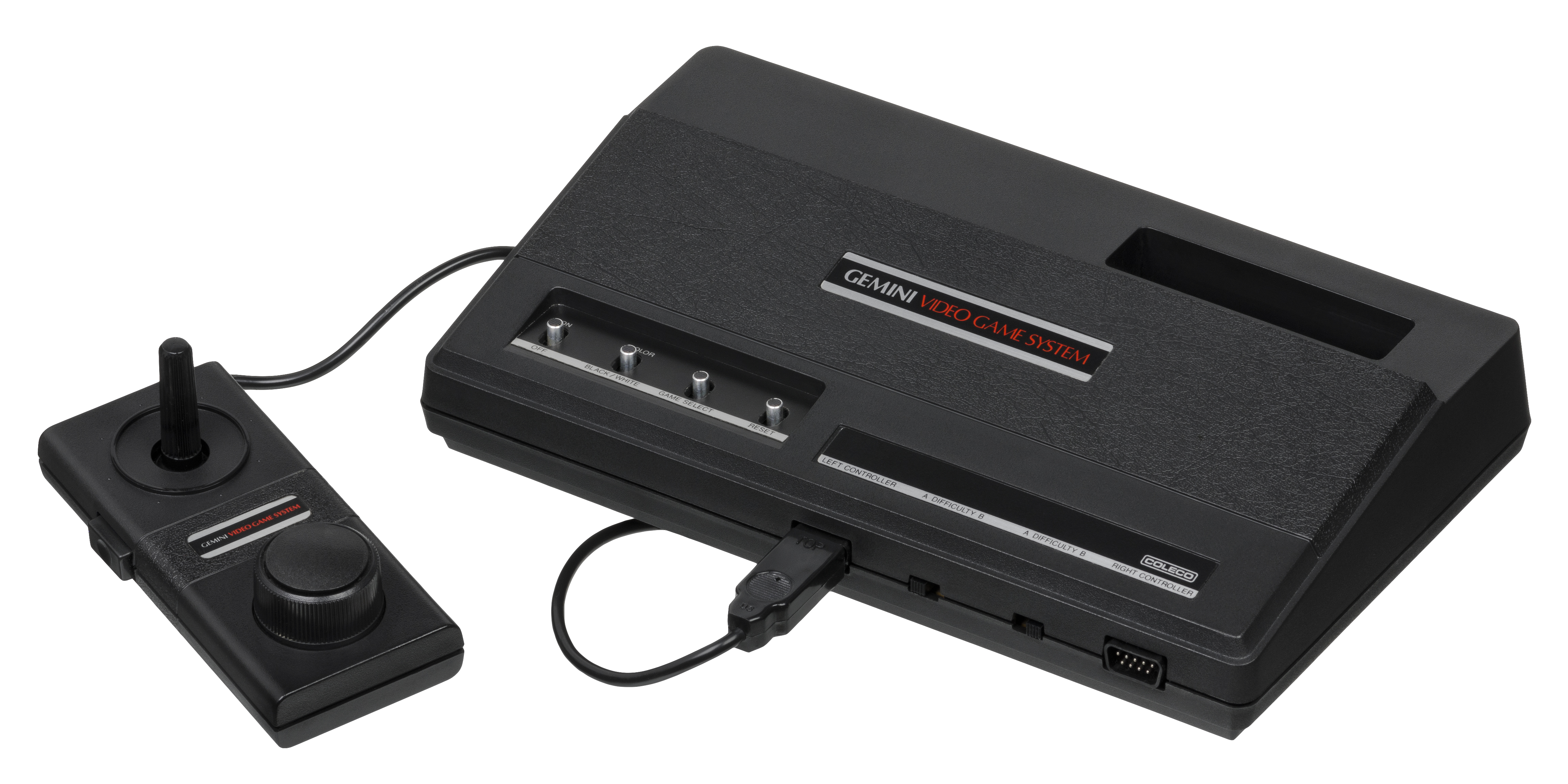
Coleco Gemini
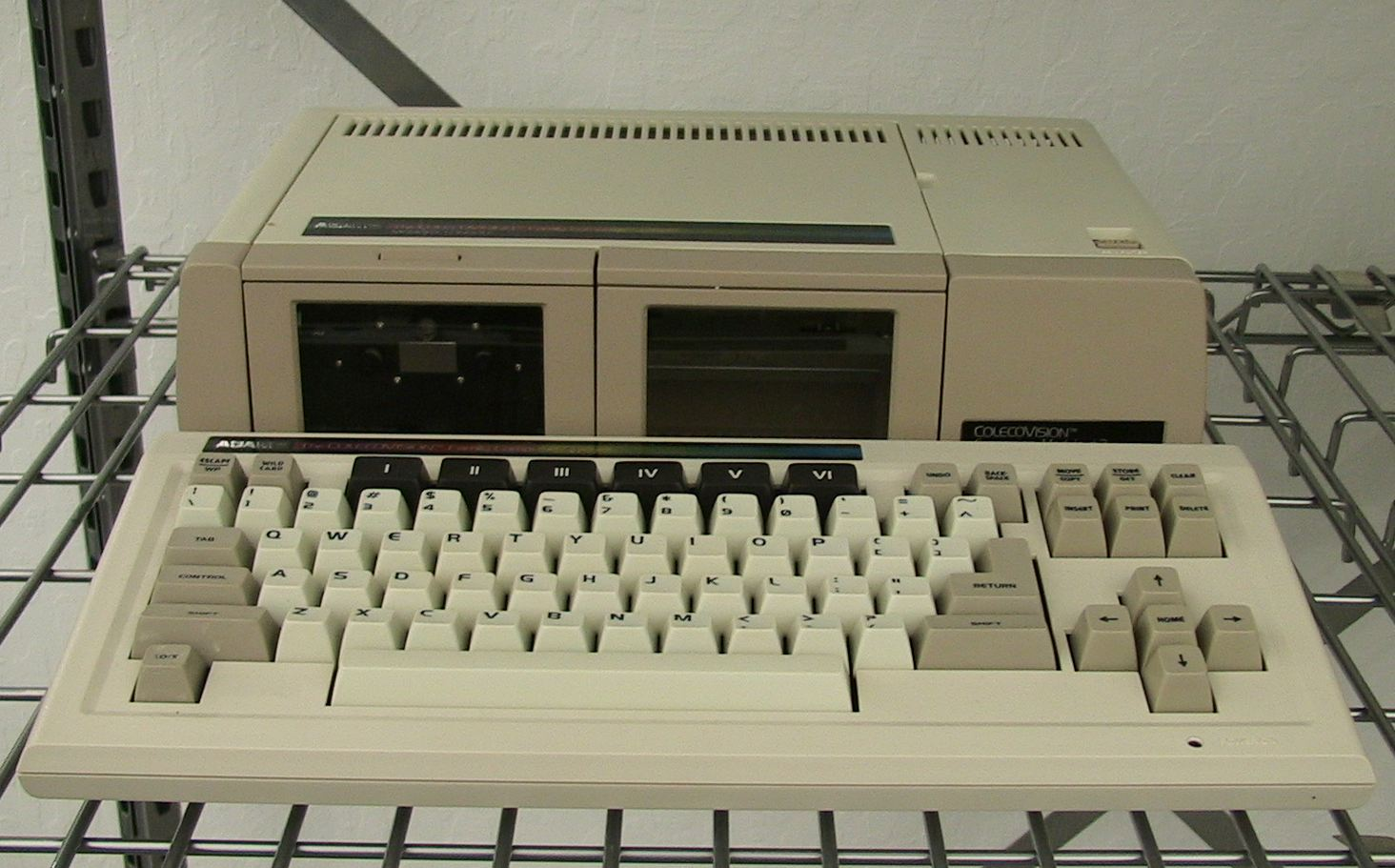
Coleco Adam